# Schmallenberg

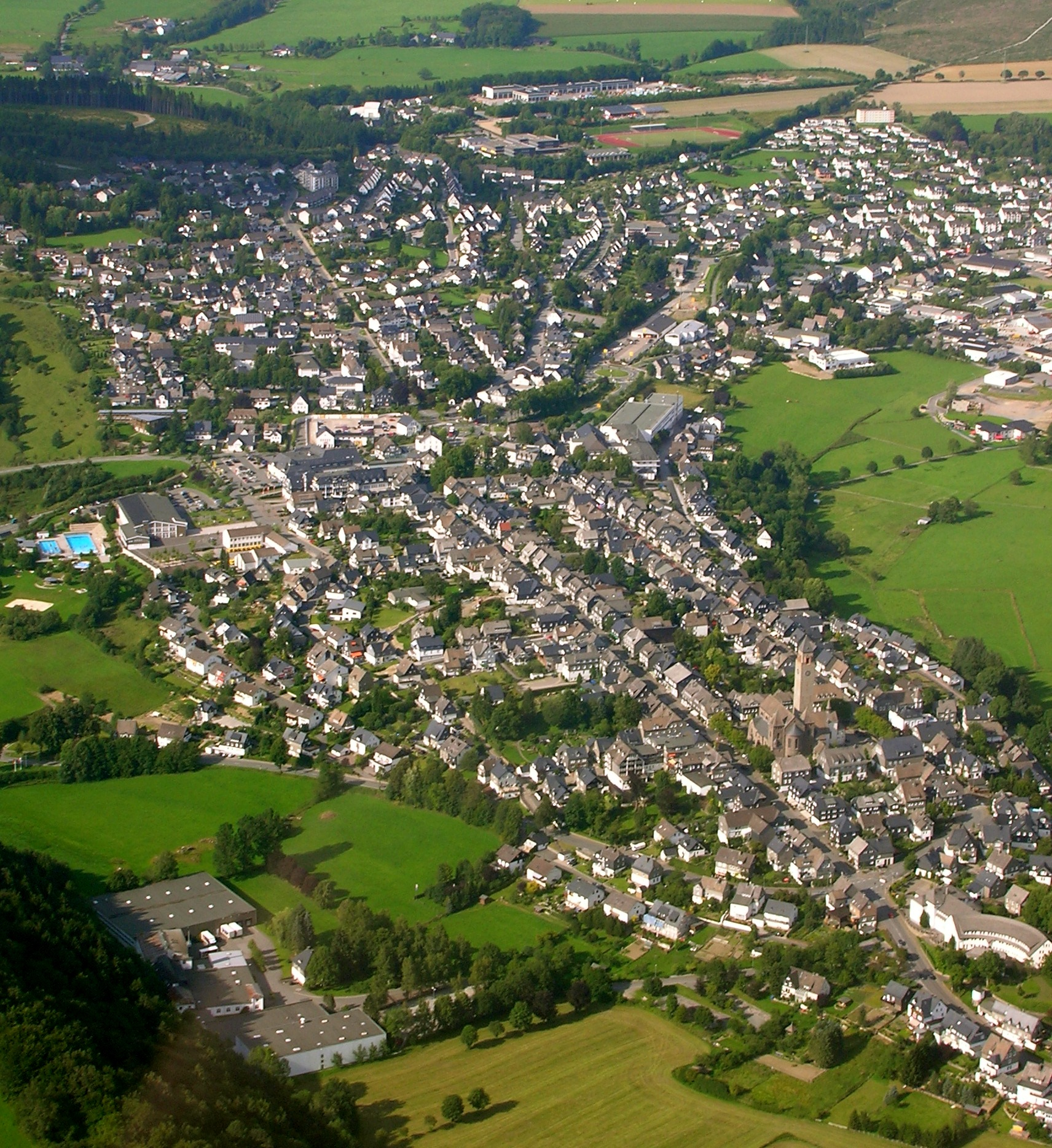
Schmallenberg 2010

Schmallenberg is een stad en gemeente in de Hochsauerlandkreis in de Duitse deelstaat Noordrijn-Westfalen. De gemeente telt 24.806 inwoners (31 december 2020) op een oppervlakte van 303,10 km². Naburige steden zijn onder andere Arnsberg, Winterberg en Siegen.
De gemeente Schmallenberg ligt op een hoogte van 321 tot 841 meter boven Normalnull in het gebied tussen Keulen, Dortmund, Kassel en Frankfurt. Een bezienswaardigheid is de Abdij van Grafschaft. Schmallenberg staat bekend als sokkenstad omdat sokkenfabrikant Falke hier is gevestigd.

## Geschiedenis

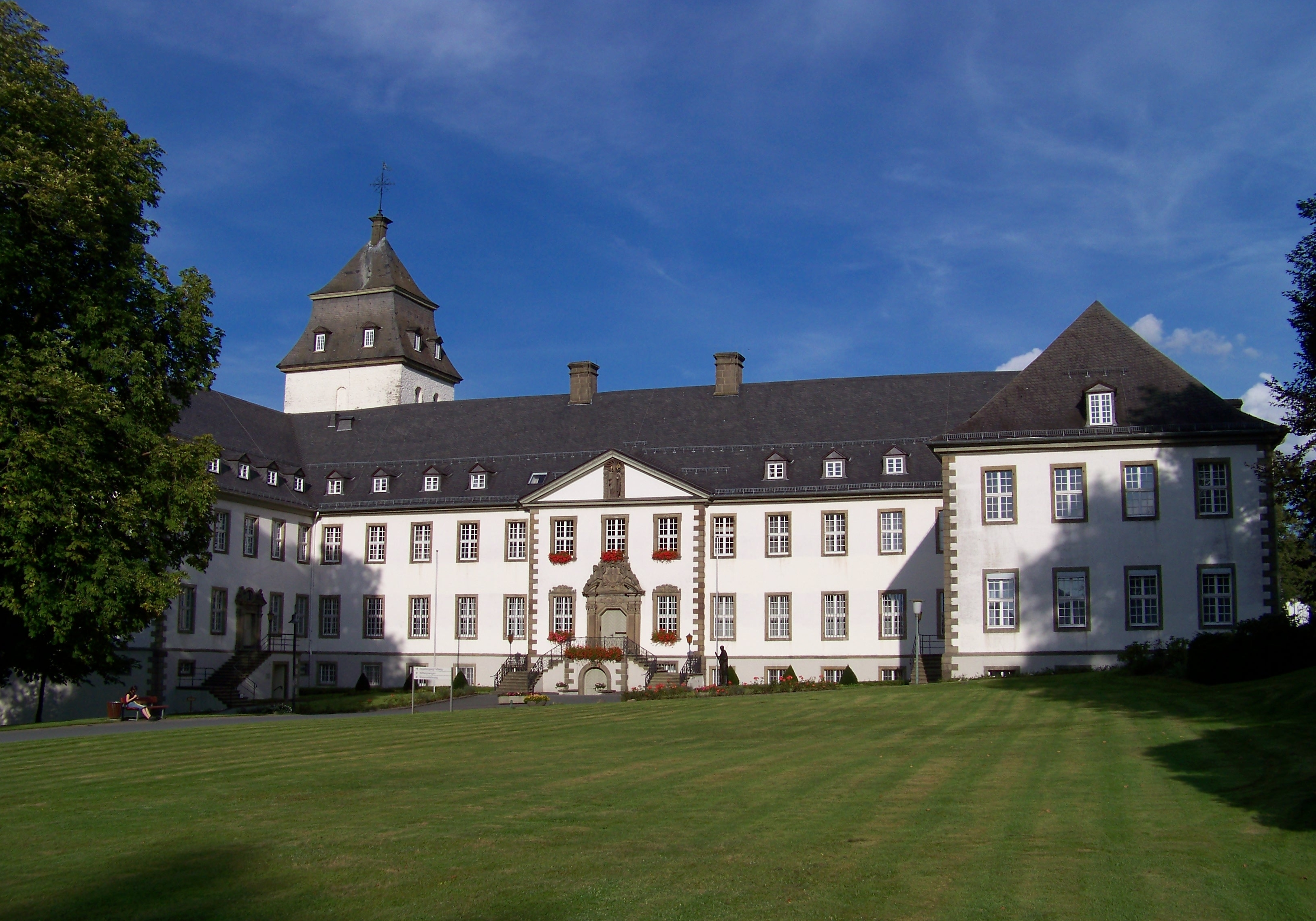
Klooster van Grafschaft

In 1072 stichtte Anno II, de aartsbisschop van Keulen, het klooster in Schmallenberg. Rond 1420 werd het kasteel Schmallenberg van aartsbisschop Koenraad van Hochstaden verwoest. Het oudste document, waarin de naam Schmallenberg wordt genoemd, is een overeenkomst in 1243 gesloten tussen deze aartsbisschop en het stadsbestuur. De stad kreeg in 1244 stadsrechten en stadsmuren en de ruïne van het kasteel bleef daarbuiten.
Schmallenberg werd in de 13de eeuw een Hanzestad. Er werkten veel smeden en de Keulense munten werden er geslagen. De stad in Hertogdom Westfalen was welvarend tot de 16de eeuw. Het werd niet meer gezien als vesting en in 1812 werden de muren afgebroken.
In 1822 brak er brand uit waarbij 131 van de 151 huizen vernield werden. De oude huizen die nu nog in Schmallenberg te zien zijn, dateren meestal uit de tijd van de wederopbouw. Nadat de meeste smederijen verdwenen waren kwam er textielindustrie. In 1871 waren er zeven werkplaatsen. De textielindustrie maakte de stad wederom welvarend. Falke vestigde er een sokkenfabriek.
Op 18 november 2011 werd in deze gemeente bij runderen het eerste geval van een besmetting met een tot dan toe onbekend virus vastgesteld. Het werd daarom het Schmallenbergvirus genoemd.

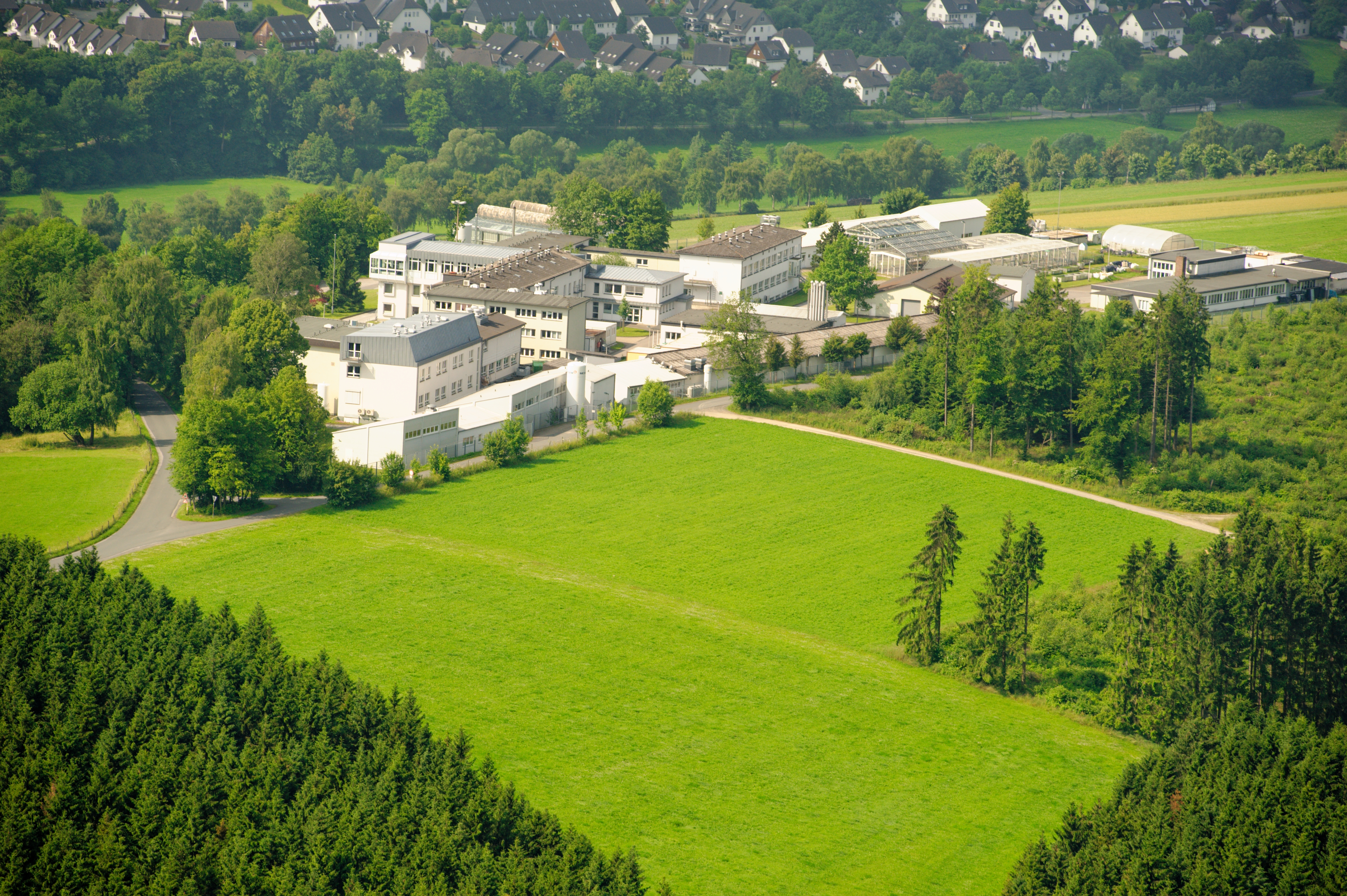
Onderzoeksinstituut van Fraunhofer

Tegenwoordig is er een onderzoeksinstituut van Fraunhofer, de grootste organisatie voor toegepast wetenschappelijk onderzoek in Europa.

## Bezienswaardigheden
Het centrum van de stad bestaat uit de Ooststraat en de Weststraat en enkele dwarsstraten.
- Stadsarchief, ondergebracht in een pand uit de 17de eeuw (dus voor de brand van 1822). Geheel gerestaureerd in 1985.
- Joodse begraafplaats uit 1842, ten noordoosten van de stad.
- Kapel uit 1682, gebouwd na een overstroming van de Lenne.
- Katholieke Kerk St Alexander op het Kerkplein, op de grondvesten van een voormalige Romaanse kerk. Hij werd zodanig gerestaureerd dat duidelijk de oude delen nog te onderscheiden zijn. Vroeger stond er een monument op het plein, sinds 1961 staat het in de kerk. In 1825 werd het kerkhof bij de parochiekerk opgeheven. Er werd een begraafplaats in gebruik genomen die verschillende keren werd uitgebreid en in 1916 werd gesloten.
- Koninklijke Pruisische postkoetshouderij uit 1769, al acht generaties eigendom van de familie Störmann, in de 21e eeuw een hotel.

## Plaatsen in de gemeente

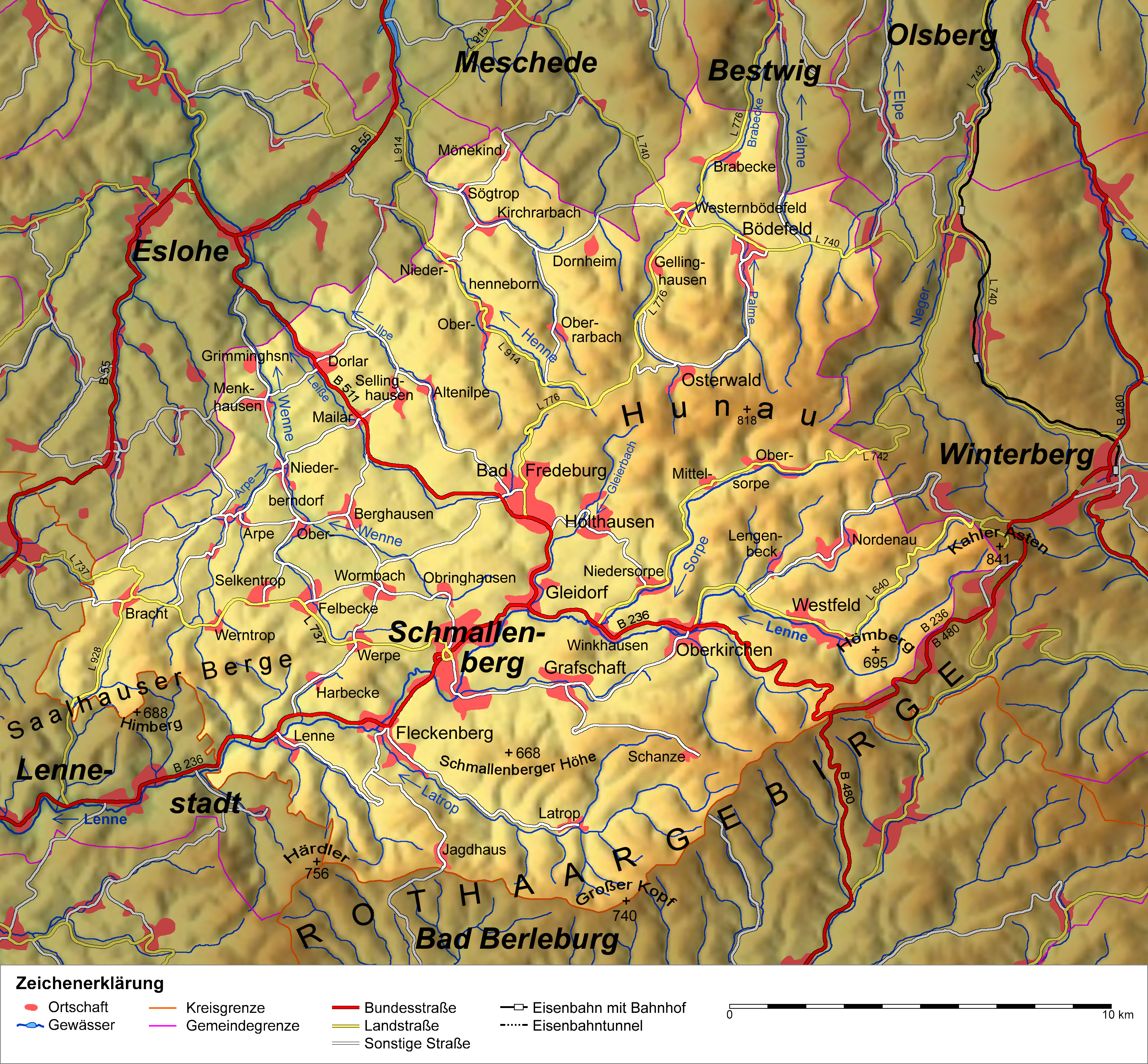
Reliëfkaart van de gemeente
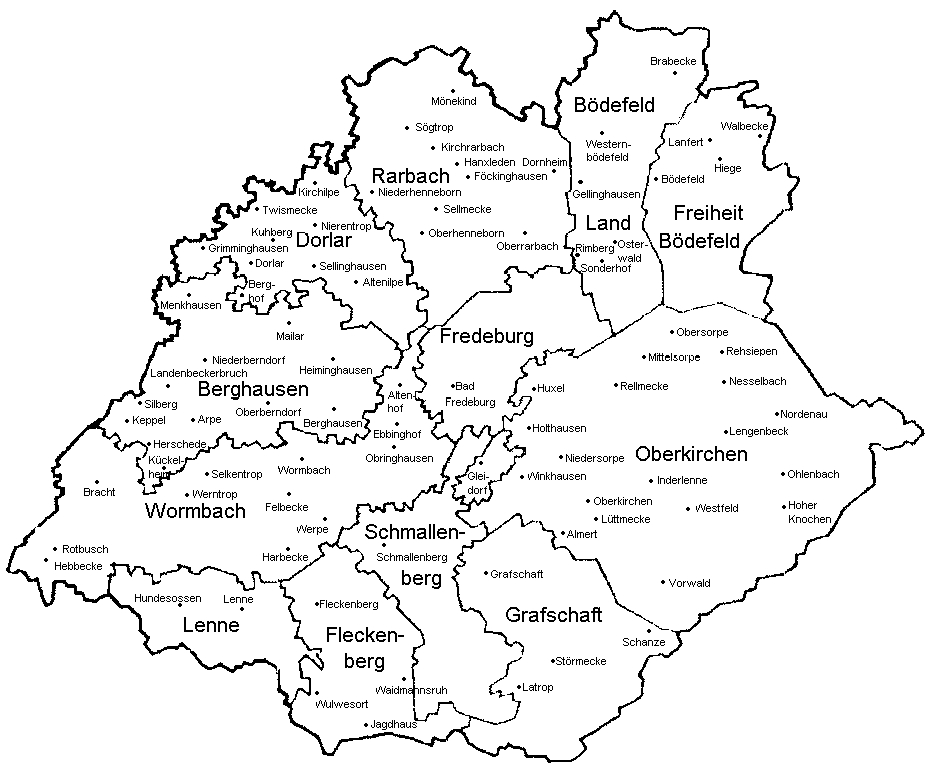
Stadsindeling tot 1975 (voormalige gemeenten)

De gemeente Schmallenberg bestaat officieel uit 83 plaatsen, waaronder enkele, slechts uit twee à vijf huizen of boerderijen bestaande gehuchten. Deze 83 Ortschaften of Ortsteile zijn gebundeld in 22 stadsdistricten.
| - Almert - Altenhof - Altenilpe - Arpe - Bad Fredeburg - Berghausen - Berghof - Bödefeld - Brabecke - Bracht - Dorlar - Dornheim - Ebbinghof - Felbecke - Fleckenberg (met Niederfleckenberg) - Föckinghausen - Gellinghausen - Gleidorf - Grafschaft - Grimminghausen - Hanxleden | - Harbecke - Hebbecke - Heiminghausen - Herschede - Hiege (is slechts één boerderij) - Hoher Knochen - Holthausen - Hundesossen - Huxel - Inderlenne - Jagdhaus - Keppel - Kirchilpe - Kirchrarbach - Kückelheim - Landenbeckerbruch - Lanfert - Latrop - Lengenbeck - Lenne - Mailar | - Menkhausen - Mittelsorpe - Mönekind - Nesselbach - Niederberndorf - Niederhenneborn - Niedersorpe - Nierentrop - Nordenau - Oberberndorf - Oberhenneborn - Oberkirchen - Oberrarbach - Obersorpe - Obringhausen - Ohlenbach - Osterwald - Rehsiepen - Rellmecke - Rimberg - Rotbusch (is slechts één boerderij) | - Schanze - Schmallenberg (Kernstadt) - Selkentrop - Sellinghausen - Sellmecke - Silberg - Sögtrop - Sonderhof (is slechts één boerderij) - Störmecke - Twismecke - Vorwald - Waidmannsruh - Walbecke - Werntrop - Werpe - Westernbödefeld - Westfeld - Winkhausen - Wormbach - Wulwesort |

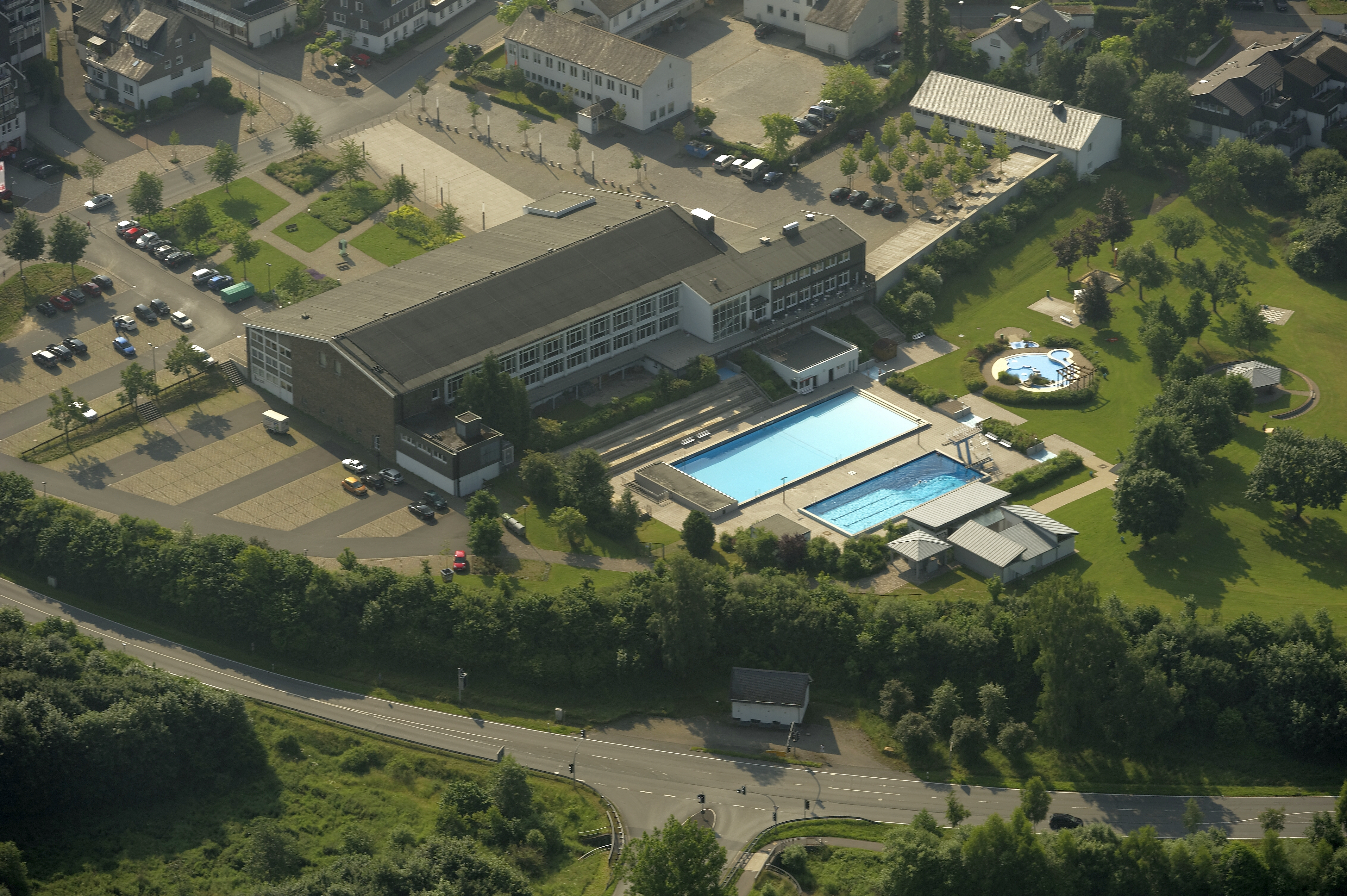
Golfslagbad, Stadhalle

## Zustersteden
- Burgess Hill
- Wimereux

## Cultuur

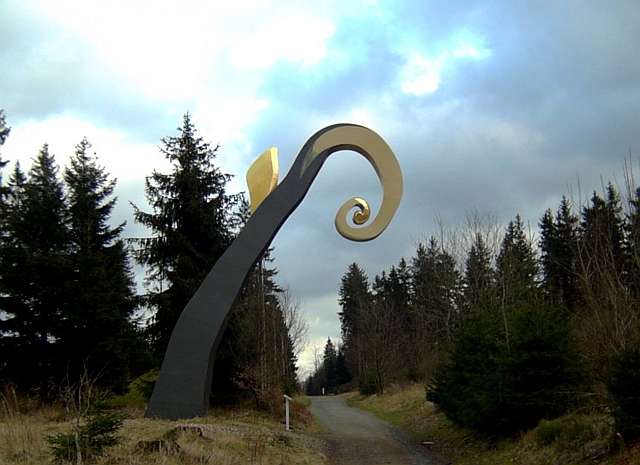
Krummstab Waldskulpturenweg

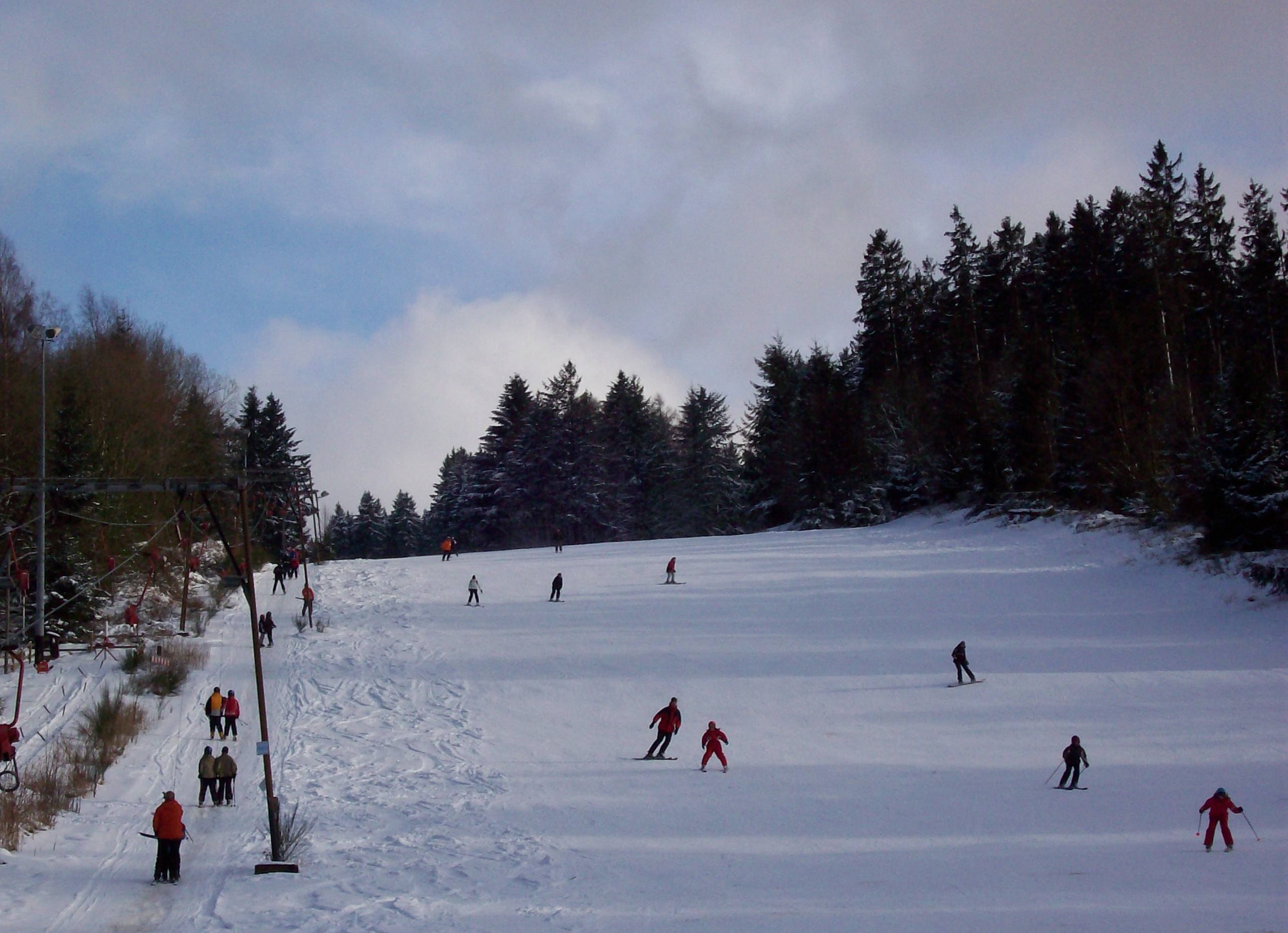
Skilift Schmallenberg

### Musea
- Bestekmuseum Fleckenberg
- Gerechtsmuseum Bad Fredeburg
- Streekmuseum Holthausen
- Museum in Klooster Grafschaft
- Bosarbeidersmuseum Latrop

De Waldskulpturenweg - Wittgenstein - Sauerland is een beeldenroute/land art-project van 25 km tussen de Duitse plaatsen Bad Berleburg en Schmallenberg.

### Sport

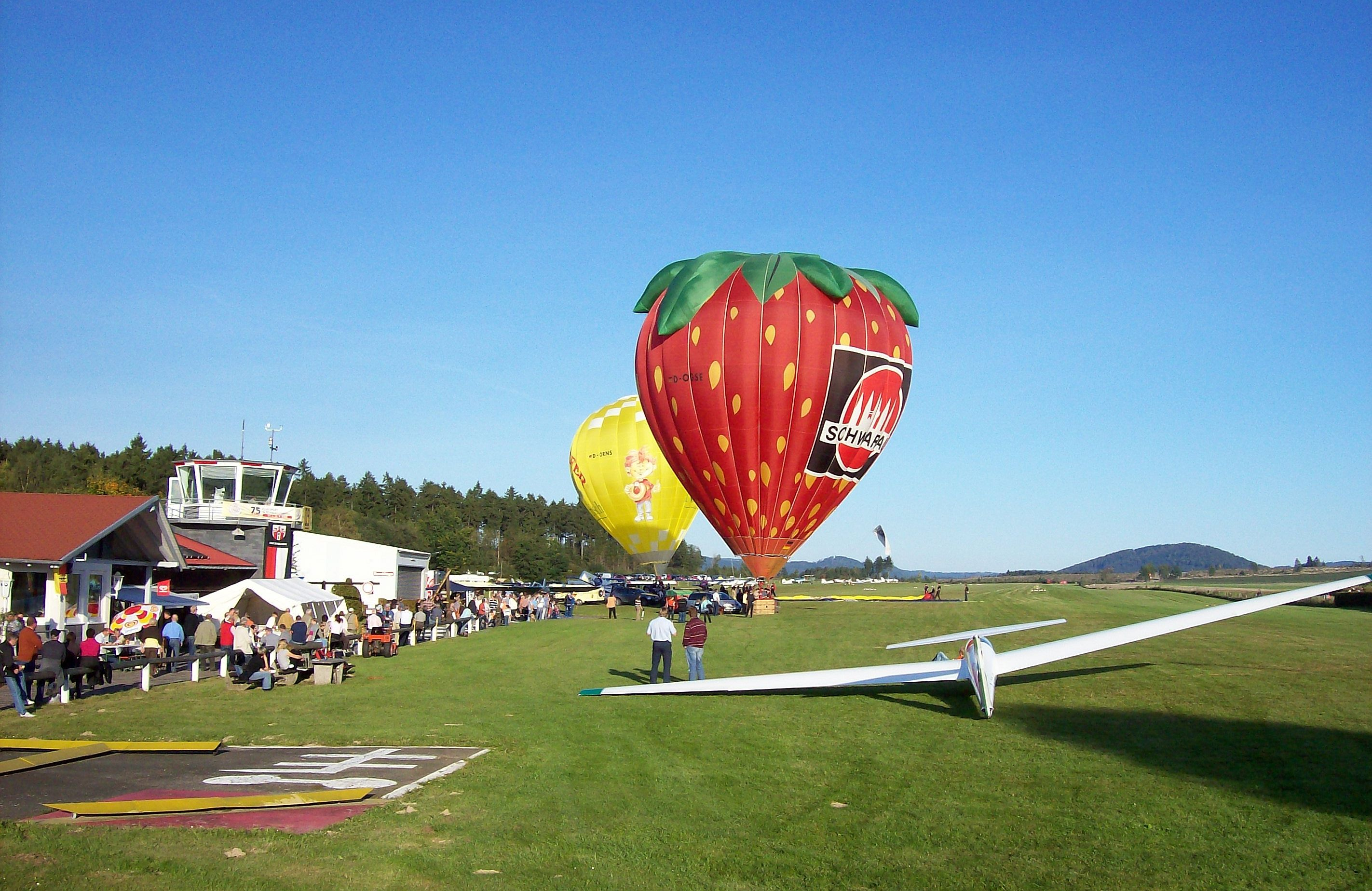
Vliegveld Rennefeld

De Golfclub Schmallenberg bevindt zich om Winkhausen. De golfbaan ligt op een hoogte van 420-470 meter en kijkt uit op het Hunau- en Rothaargebergte. Er is een wedstrijdbaan met 18 holes en een par-3 oefenbaan met zes holes. Een van de professionals is de Nederlandse Leo Verberne.

De club werd in 1984 opgericht maar pas in 1989 werden de eerste negen holes geopend. In 1995 was de 18 holesbaan klaar. De club heeft in 2014 ongeveer 680 leden.

## Ereburger
- 1954: Sophie Stecker, oprichtster in 1883 van de eerste fabriek voor het breien van baby- en kinderkleren.